# 最所美咲
最所 美咲（さいしょ みさき、1980年10月8日 - ）は、日本の女優、作家、演出家。福岡県出身。九州大谷短期大学国文学科演劇放送コース卒業。身長163cm。体重45kg。血液型AB型。スターダス・21所属。

## 来歴
舞台を中心に活動する女優で、今井雅之(2015年死去)の作品へ多く出演している。演劇ユニットOH! LA BANBAを主宰し、脚本・演出・出演を担当。ハスキーボイスが特徴。

## エピソード
ガリバーインターナショナルのCMにて、蓮舫のものまねで出演。『とくダネ!』で特集された際、「事業仕分けの様子を何度も観て、手の動きやマイクの持ち方を研究した」と語っている。

## 出演作品

### 舞台
- MAKOTO〜ゆく年くる年Hello,X´mass 〜 - お龍 役
- CHILDREN - 大矢可奈笑 役
- THE WINDS OF GOD - 宮下千穂（妊婦） 役
- 産隆大學應援團 - 朝霞麗子 役

### テレビ
- 報道発!ドキュメンタリ宣言 川島芳子は生きていた！ - 川島芳子 役
- 九死に一生スペシャル『沈没船長海底24メートルからの生還』- 大石恵美子 役
- 絶対零度〜特殊犯罪潜入捜査〜 第2話 - 大塚 役
- 相棒（2011年） - 水脇亜美 役
- 贖罪 （2012年1月8日、WOWOW）
- she（2015年4月 - 、フジテレビ）
- ナオミとカナコ（2016年） - 橘恵美 役
- 東方戦場（2016年、中国のテレビドラマ） - 白浜英子 役
- 人形佐七捕物帳（2017年） - 薬子 役
- イアリー 見えない顔（2018年） - 八多君枝 役
- 17才の帝国（2022年） - 真木の母 役

### CM
- きもの蝶屋
- 西鉄バス
- リビング熊本
- ガリバーインターナショナル

### 映画
- SUPPINぶるうす ザ・ムービー （2004年、今井雅之監督）- 阿部定子 役
- 自由戀愛（2005年、原田眞人監督）- おみさ 役
- THE WINDS OF GOD〜KAMIKAZE（2006年、今井雅之監督）- コールガール 役
- SPACE BATTLESHIP ヤマト（2010年、山崎貴監督） - 戦闘班隊員 役
- ねらわれた学園（2012年、中村亮介監督）- ケンジの母 役（声の出演）
- 白ゆき姫殺人事件（2014年、中村義洋監督） - 中継レポーター 役
- 呪怨 終わりの始まり（2014年、落合正幸監督） - 佐伯伽椰子 役
- 呪怨 -ザ・ファイナル-（2015年6月20日、落合正幸監督） - 佐伯伽椰子 役
- リアル鬼ごっこ（2015年7月11日、園子温監督）[2]
- クリーピー 偽りの隣人（2016年、黒沢清監督） - 多恵子 役

### 吹き替え
- アナと雪の女王 -イドゥナ王妃 役
- アンフォゲッタブル 完全記憶捜査 -サンドラ・スミス 役
- WITHOUT A TRACE/FBI 失踪者を追え! -チャップマン 役
- おさるのジョージ
- グッド・ワイフ
- クリミナル・マインド FBI行動分析課
- SHERLOCK（シャーロック）
- スノーピアサー - ターニャ（オクタヴィア・スペンサー） 役
- 太陽を抱く月
- ちいさなプリンセス ソフィア - ヘレン 役
- HAWAII FIVE-0
- ビクトリアス
- ヒックとドラゴン 〜バーク島の冒険〜
- ホビット 竜に奪われた王国 -ヒルダ 役
- ホビット 決戦のゆくえ -ヒルダ 役
- ミディアム7 最終章